# 大峠トンネル

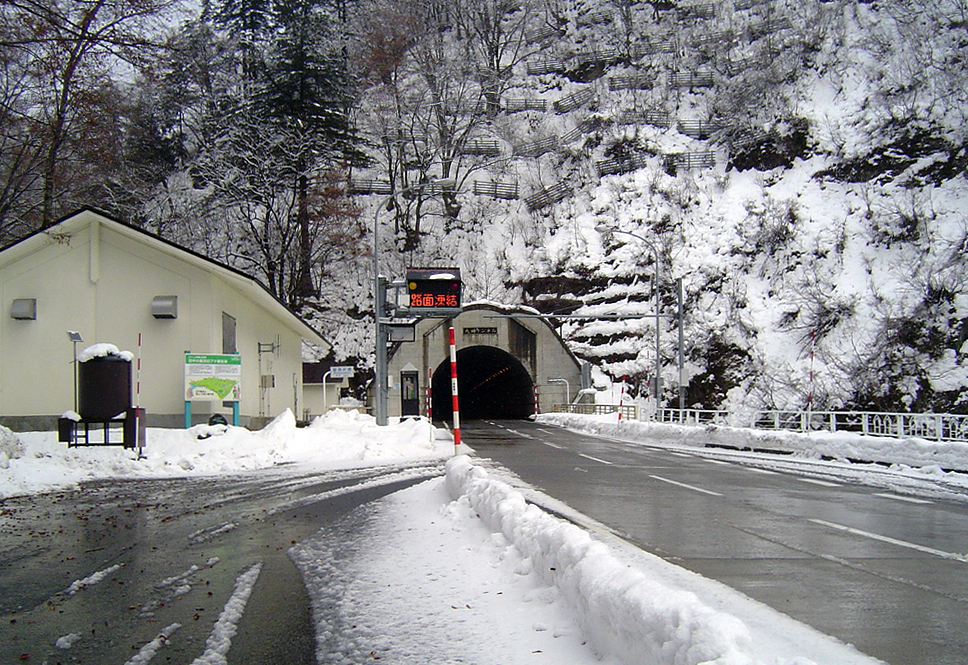
喜多方側の出口

大峠トンネル（おおとうげトンネル）は、福島県喜多方市と山形県米沢市を繋ぐ国道121号大峠道路のトンネルである。
旧道は長い間冬季通行止めとなる上、ヘアピンカーブが連続する狭い峠道で一部では通行危険箇所も多かったため、旧大峠トンネルの代わりとして作られた。
福島県では2008年（平成20年）9月21日に国道289号甲子トンネル（4,345m）が開通するまで、山形県では2012年（平成24年）3月24日に日本海東北自動車道あつみトンネル（6,022m）が開通するまで他県にまたがっているトンネルを含めて両県とも最も長いトンネルであった。

## 概要

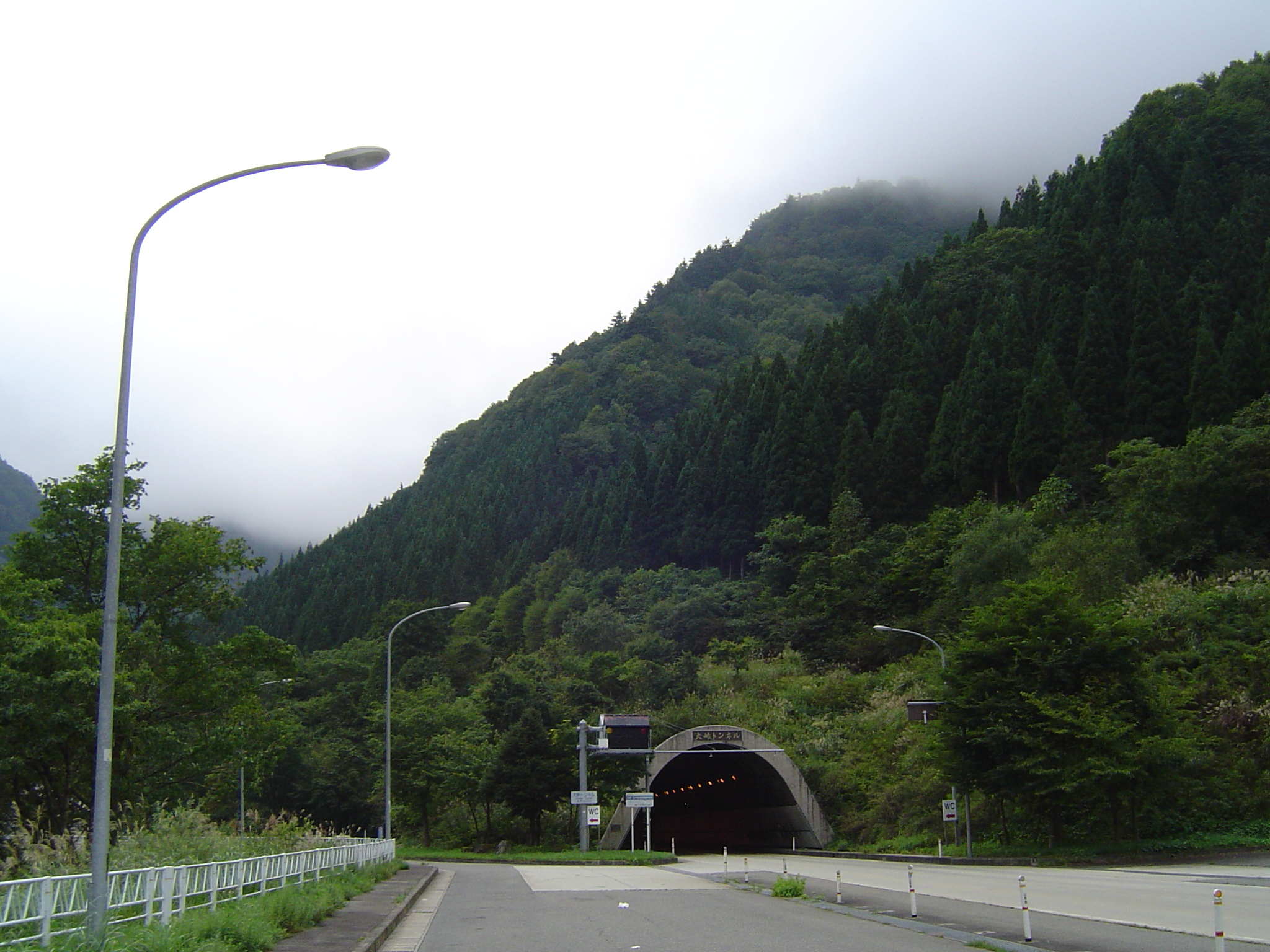
米沢側の出口

- 全長 : 3,940m
- 全幅 : 7.5m
- 全高 : 4.7m
- 最急勾配：3.5%
- 竣功 : 1985年9月
- 施工 : 間組・大日本土木共同企業体